# Кворње
Кворње (итал. Cuorgnè) је насеље у Италији у округу Торино, региону Пијемонт.
Према процени из 2011. у насељу је живело 8581 становника. Насеље се налази на надморској висини од 399 м.

## Становништво
| 1936. | 1951. | 1961. | 1971. | 1981.  | 1991.  | 2001.  | 2011.  |
| ----- | ----- | ----- | ----- | ------ | ------ | ------ | ------ |
| 7.044 | 7.564 | 8.211 | 9.334 | 10.453 | 10.248 | 10.032 | 10.084 |